# Віківерситет
Віківерсите́т (англ. Wikiversity) — проєкт Фонду «Вікімедіа», що позиціонує себе як нова форма інтерактивної освіти і ведення відкритих наукових проєктів. Освіта та звершення відкриттів — необхідні сторони життя будь-якої людини і суспільства в цілому. Віківерситет Фонду «Вікімедіа» покликаний сприяти навчальним здобуткам зацікавлених в тому людей та поширенню ними знань найприроднішим шляхом: допомагаючи іншим людям навчатися і ділитися освітніми матеріалами.
У Віківерситеті можна знайти інформацію, поставити запитання або дізнатися щось нове про цікавий предмет. Здобувати знання у Віківерситеті можна за допомогою спеціальних занять і досліджень. Також у Віківерситеті можна ділитися своїми знаннями про що-небудь, створюючи спільно з іншими учасниками освітні матеріали.

## Іншомовні Віківерситети
Віківерситет, так само як і будь-який з проєктів Фонду «Вікімедіа», має свої окремі вебсайти, одні з яких репрезентують певну країну світу, а інші є обокремленими за мовною спорідненістю (наприклад, такі як англійський Віківерситет, що об'єднує користувачів з США, Великої Британії та усіх англомовних громадян з Канади й решти подібних країн). Разом з тим, усі іншомовні Віківерситети належать до єдиного підрозділу фонду "Вікімедія" на Порталі Віківерситету [Архівовано 22 грудня 2012 у Wayback Machine.]. Оскільки Віківерситет як проєкт Фонду «Вікімедіа» є порівняно новим, то всі діючі іншомовні Віківерситети знаходяться на стадії свого становлення та початкового розвитку. Є й такі, що лише розпочинають свою роботу завдяки ентузіазму окремих осіб з тієї чи іншої країни світу. Всі країни-початківці проєкту "Віківерситет" для свого стартового розвитку мають обокремлений тренувальний майданчик, що знаходиться у бета-версії вебсайту Віківерситету. З-поміж початківців є й український Віківерситет.

## Віківерситет українською
Віківерситет українською (або український Віківерситет) існує окремим підрозділом бета-версії вебсайту Віківерситету. Цей підрозділ було започатковано вже доволі давно, але він все ще перебуває на "низькому старті" й очікує на своїх ентузіастів з України.

## Німецький Віківерситет
Німецький Віківерсите́т (нім. Deutschsprachige Wikiversity) — розділ Віківерситету німецькою мовою. За кількістю статей є найбільшим серед усіх Віківерситетів маючи більше 36 тисяч статей. Німецький Віківерситет відкрився 25 серпня 2006 року, через десять днів після відкриття найпершого, англійського розділу.

## Діючі підрозділи іншомовних Віківерситетів
Наразі створеними є 17 підрозділів такими мовами: 
- англійською (відкриття — 15 серпня 2006[4]),
- німецькою (відкриття — 25 серпня 2006[3]),
- іспанською (відкриття — 16 жовтня 2006[3]),
- французькою (відкриття — 1 грудня 2006[3]),
- італійською (відкриття — 25 травня 2007[5]),
- грецькою (відкриття — 12 січня 2008[5][6]),
- португальською (відкриття — 26 травня 2008[5]),
- чеською (відкриття — 26 травня 2008[5]),
- японською (відкриття — 26 травня 2008[5]),
- фінською (відкриття — 6 квітня 2009[5]),
- російською (відкриття — 12 листопада 2009[5]),
- шведською (відкриття — 14 листопада 2010[5]),
- арабською (відкриття — 12 липня 2011[5]),
- словенською (відкриття — 27 березня 2012[5]),
- корейською (відкриття — 6 лютого 2013[5]),
- гінді (відкриття — 3 серпня 2017[5]),
- китайською (відкриття — 2 серпня 2018[5]).

#### Діючі Віківерситети
Перелік (в алфавітному порядку) станом на 2 грудня 2018 року:
1. Англійський Віківерситет [Архівовано 3 грудня 2018 у Wayback Machine.]
2. Арабський Віківерситет [Архівовано 22 квітня 2022 у Wayback Machine.]
3. Грецький Віківерситет [Архівовано 28 квітня 2022 у Wayback Machine.]
4. Індійський Віківерситет мовою гінді [Архівовано 27 березня 2022 у Wayback Machine.]
5. Іспанський Віківерситет [Архівовано 2 грудня 2018 у Wayback Machine.]
6. Італійський Віківерситет [Архівовано 2 грудня 2018 у Wayback Machine.]
7. Китайський Віківерситет [Архівовано 31 травня 2022 у Wayback Machine.]
8. Корейський Віківерситет [Архівовано 5 травня 2022 у Wayback Machine.]
9. Німецький Віківерситет [Архівовано 1 грудня 2018 у Wayback Machine.]
10. Португальський Віківерситет [Архівовано 31 травня 2022 у Wayback Machine.]
11. Російський Віківерситет [Архівовано 19 травня 2022 у Wayback Machine.]
12. Словенський Віківерситет [Архівовано 2 грудня 2018 у Wayback Machine.]
13. Фінський Віківерситет [Архівовано 3 грудня 2018 у Wayback Machine.]
14. Французький Віківерситет [Архівовано 26 квітня 2022 у Wayback Machine.]
15. Чеський Віківерситет [Архівовано 15 квітня 2022 у Wayback Machine.]
16. Шведський Віківерситет [Архівовано 1 грудня 2018 у Wayback Machine.]
17. Японський Віківерситет [Архівовано 1 грудня 2008 у Wayback Machine.]

| Головна сторінка Вікімедіа Україна |                                 |  |                                |  |                                |  |                                 |
| \| \| Вікісховище Спільні медіа-файли \| \| Вікісловник Словник і тезаурус \| \| Вікіцитати Цитатник \| \| Вікіджерела Першоджерела тексту \| \| \| Віківиди Біологічний довідник \| \| Вікімандри Путівник туриста \| \| Вікіновини Джерело новин \| \| Вікідані Інфо-база \| \| \| Вікіпідручник Книги \| \| МетаВікі Координація проєктів \| \| Віківерситет Інтернет-навчання \| \| МедіаВікі Забезпечення програм \| |                                 |  |                                |  |                                |  |                                 |
| | Вікісховище Спільні медіа-файли |  | Вікісловник Словник і тезаурус |  | Вікіцитати Цитатник            |  | Вікіджерела Першоджерела тексту |
| | Віківиди Біологічний довідник   |  | Вікімандри Путівник туриста    |  | Вікіновини Джерело новин       |  | Вікідані Інфо-база              |
| | Вікіпідручник Книги             |  | МетаВікі Координація проєктів  |  | Віківерситет Інтернет-навчання |  | МедіаВікі Забезпечення програм  |